# Григорий XIV
Григорий XIV (лат. Gregorius PP. XIV; в миру Никколо Сфондрати, итал. Niccolò Sfondrati; 11 февраля 1535, Сомма-Ломбардо, Миланское герцогство, Священная Римская империя — 16 октября 1591 или 15 октября 1591, Рим, Папская область) — папа римский с 5 декабря 1590 года по 16 октября 1591 года.

## Ранние годы
Никколо Сфондрати родился 11 февраля 1535 в Милане в знатной семье. Его мать из дома Висконти умерла во время родов. Его отец Франческо Сфондрати был миланским сенатором, владел (с титулом графа) Белладжо, Льерной, Варенной и иными землями на берегу озера Комо, а в 1544 году стал кардиналом-священником.
Изучал право в Перудже и Падуе. Он был человеком тихим и болезненным. В 1560 году был возведён в сан епископа Кремоны. Стал кардиналом 12 декабря 1583 года, в один день с Джамбаттистой Кастанья, бывшим его предшественником на папском престоле под именем Урбана VIІ, и Джованни Антонио Факинетти де Нуче, занявшим престол св. Петра после его смерти как Иннокентий IX, а также в один день с Алессандро Оттавиано Медичи, который стал папой Львом XI в следующем столетии. По стечению обстоятельств, никто из кардиналов, назначенных в этот день, не пробыл Папой больше года. Назначенный кардиналом, поселился в Риме, но вдали от курии.

## Избрание
После смерти папы Урбана VII 27 сентября 1590 года испанский посол Оливарес представил конклаву список из семи кардиналов, которые были бы приемлемы для Филиппа II. 5 декабря 1590 года, после двух месяцев споров, Сфондрати, один из семи кандидатов Филиппа II, был избран Папой, причем сам Сфондрати неохотно принял решение кардиналов. Кардинал Алессандро Монтальто пришел в покои Сфондрати и нашел его на коленях в молитве перед распятием. На следующий день он был официально избран под именем Григорий XIV. Он разрыдался и сказал кардиналам: «Бог простит вам то, что вы сделали».

## Папство

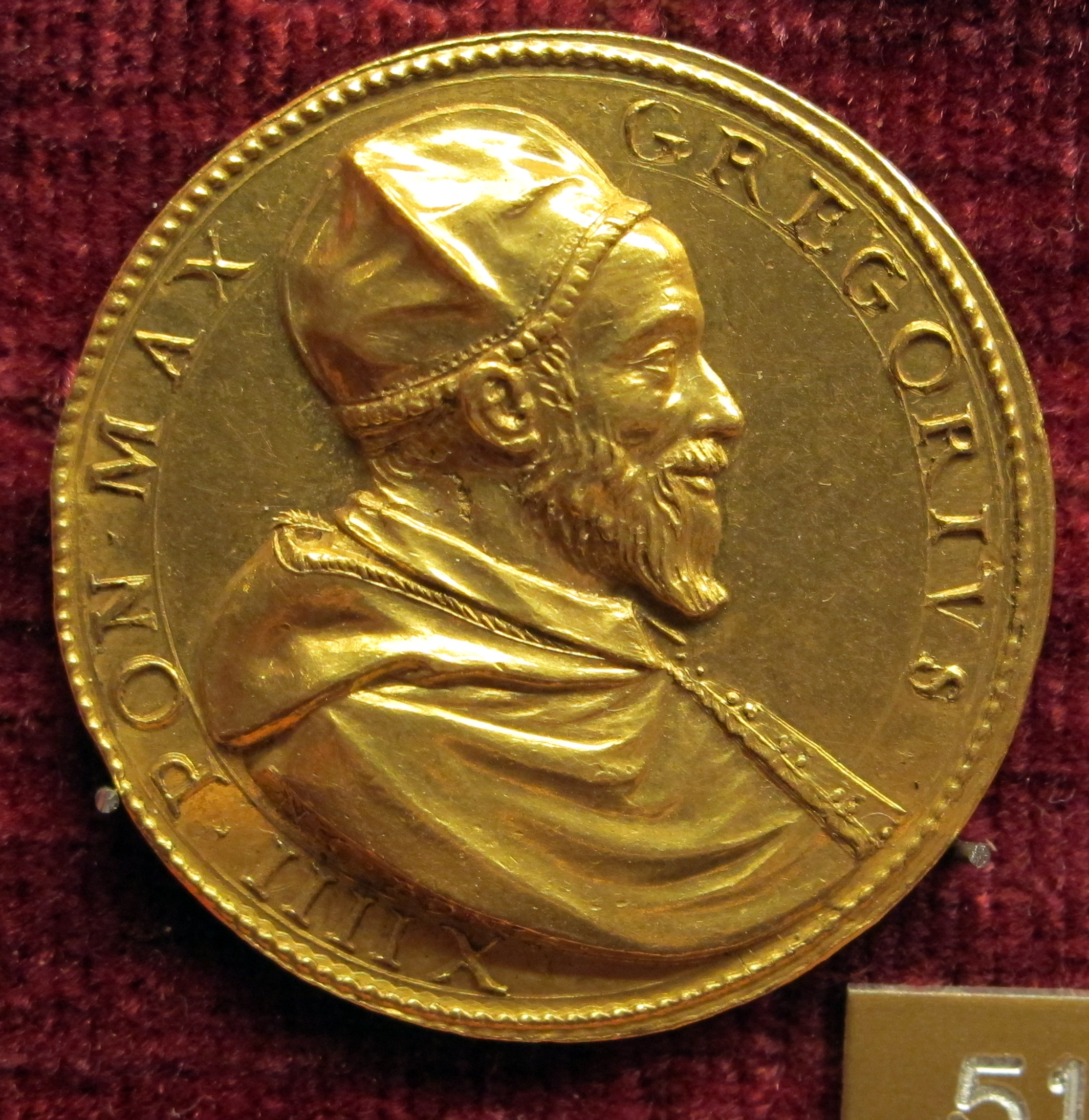
Монеты времён Григория XIV

После коронации Григорий поддерживал антифранцузскую политику испанского монарха Филиппа II и активно участвовал во французских религиозных войнах. Подстрекаемый королём Испании и герцогом Шарлем Майеннским, он отлучил Генриха IV Бурбона 1 марта 1591 года, подтвердив заявление папы Сикста V, что еретик (Protestent) Генрих Наваррский не имел права наследовать престол католической Франции и поэтому лишен владений.
Григорий XIV собрал армию для вторжения во Францию и направил своего племянника Эрколе Сфондрати во Францию во главе войск. Он также направил пожертвование 15000 экю в Париж, чтобы укрепить Католическую лигу. При этом, несмотря на ярко выраженную происпанскую политику, папа стремился сохранить баланс между Испанией и Францией.
Григорий XIV рукоположил пять кардиналов, среди которых был его племянник Паоло Эмилио Сфондрати. Он пытался убедить Филиппо Нери, своего давнего друга, принять пост кардинала, но Нери отказался, заявив, что достаточно людей, больше заслуживающих этой чести, чем он сам.
Биографы отмечали, что Григорий XIV имел склонности к нервному смеху, который иногда становился непреодолимым, даже на его коронации. Через 10 месяцев после избрания папа Григорий XIV умер от жёлчнокаменной болезни.